# Heraclia atribasalis
Heraclia atribasalis là một loài bướm đêm trong họ Noctuidae.